# Дроздни
Дро́здни (укр. Дроздні) — село в Колодяжненской сельской общине Ковельского района Волынской области Украины.
Код КОАТУУ — 0722182001. Население по переписи 2001 года составляет 729 человек. Почтовый индекс — 45066. Телефонный код — 3352. Занимает площадь 2,65 км².
В селе находится Михайловская церковь 1710 года постройки.